# Puruša súkta
Purušasúkta je devadesátá strofa desáté mandaly Rgvédu, která oslavuje božstvo Purušu. Celá strofa se skládá z 15 veršů v metru anuštubh (4 osmislabičné verše) a poslední verš má metrum trištubh (4 jedenáctislabičné verše). Je to súkta plná filosofických úvah o stvoření. Ve své archaické a mytologické podobě je protikladem nejznámějším strofám „O stvoření světa“ v Rgvédu 10.129 (Násadíja súkta).

## Význam
Puruša súkta (Rgvéda 10.90) je jediný rgvédský hymnus věnovaný oslavě Puruši, ale termín Puruša se objevuje i v jiných verších. Je chápán jako prvotní existence vymykající se všem lidským představám. V upanišadách je patrně nejvýstižněji pojmenován slůvkem tat (to).

## Obsah
V této strofě je Puruša popisován jako nadpřirozená bytost obrovské velikosti, která je ve všem a za vším, co tvoří tento svět. Ve védské filozofii je to označení pro princip všeho vysvětlující vznik světa z oběti, tedy oběť dévů činí z oběti vesmírný princip, smysl a cíl všeho. Nejvýznačnější představou dévů, odpovídající na otázku: „Na které části se Puruša rozdělil?“ je vyhodnocení částí jeho těla podle jejich působení ve společnosti na čtyři skupiny: bráhmani, kšatrijové, vaišjové a šúdrové, z jehož pozdější interpretace vznikl hinduistický kastovní systém. Strofa končí slibem, že tato oběť se stala první dharmou, jejíž velkolepostí je možné dosáhnout osvobození ze samsáry (koloběhu života a smrti).

## Text vdévanágarís českoutranskripcía překladem
सहस्रशीर्षा पुरुषः सहस्राक्षः सहस्रपात् ।

sahasrašíršá purušah sahasrákšah sahasrapát |

Tisíce hlav má Puruša, tisíce očí a tisíce končetin,

स भूमिं विश्वतो वृत्वात्यतिष्ठद्दशाङ्गुलम् ॥१॥

sa bhúmim višvató vrtvátjatišthad dašángulam ॥1॥

objímá zemi ze všech stran a nelze ho rukou uchopit (či přesahuje vesmír o deset palců).
पुरुष एवेदं सर्वं यद्भूतं यच्च भव्यम् ।

puruša évédam sarvam jadbhútam jačča bhavjam |

Tento Puruša je všechno, co bylo, a co bude;

उतामृतत्वस्येशानो यदन्नेनातिरोहति ॥२॥

utámrtatvasjéšánó jadannénátiróhati ॥2॥

je věčný Išána, který je potravou všech.
एतावानस्य महिमातो ज्यायाँश्च पूरुषः ।

étávánasja mahimátó džjájánšča purušah ।

Všechno, co je vidět a za vším, co vidět není, je tento velký Puruša;

पादोऽस्य विश्वा भूतानि त्रिपादस्यामृतं दिवि ॥३॥

pádósja višvá bhutáni tripádasjámrtam divi ॥3॥

jeho jedna část je tento svět, ostatní tři části jsou božské a věčné.
त्रिपादूर्ध्व उदैत्पुरुषः पादोऽस्येहाभवत्पुनः ।

tripádurdhva udaitpurušah pádó'sjéhábhavatpunah ।

Tři části Puruši jsou nezjevené, jenom jeho jedna část se v tomto světě stále zjevuje;

ततो विष्वङ्व्यक्रामत्साशनानशने अभि ॥४॥

tató višvanvjakrámatsášanánašané abhi ॥4॥

z této části vzniklo vše živé a neživé, všechno toto vzniklo z této části.
तस्माद्विराळजायत विराजो अधि पूरुषः ।

tasmádviráladžájata virádžó adhipúrušah ।

Tento velký Puruša se stal stvořitelem tohoto vesmíru

स जातो अत्यरिच्यत पश्चाद्भूमिमथो पुरः ॥५॥

sa džátó atjaričjata paščádbhúmimathó purah ॥5॥

a v tomto vesmíru se zrodila Země a On byl v tom všem.
यत्पुरुषेण हविषा देवा यज्ञमतन्वत ।

jatpurušéna havišá dévá jadžňamatanvata ।

V tomto rituálu obětovali dévové Purušu,

वसन्तो अस्यासीदाज्यं ग्रीष्म इध्मः शरद्धविः ॥६॥

vasantó asjásídádžjam gríšma idhmah šaraddhavih ॥6॥

a jeho energie (ádža) se stala ohněm, který se dále šířil.
तं यज्ञं बर्हिषि प्रौक्षन्पुरुषं जातमग्रतः ।

tam jadžňam barhiši praukšanpurušam džátamagratah ।

Tento obětní rituál prvotního Puruši, pokrytého posvátnou trávou (barhis)

तेन देवा अयजन्त साध्या ऋषयश्च ये ॥७॥

téna dévá ajadžanta sádhjá ršajašča jé ॥7॥

posvětili všichni dévové, sádhjové a ršiové.
तस्माद्यज्ञात्सर्वहुतः सम्भृतं पृषदाज्यम् ।

tasmádjadžňátsarvahutah sambhrtam pršadádžjam ।

V tomto obětním rituálu je zárodek tvořivé energie (pršad ádža),

पशून्ताँश्चक्रे वायव्यानारण्यान्ग्राम्याश्च ये ॥८॥

pašúntánščakré vájavjánáranjángrámjášča jé ॥8॥

ze které vznikl prostor, zvěř, prales a půda.
तस्माद्यज्ञात्सर्वहुत ऋचः सामानि जज्ञिरे ।

tasmádjadžňátsarvahuta rčah sámáni džadžňiré

V tomto obětním rituálu je zárodek rč (Rgvéda), sáman (Sámavéda),

छन्दांसि जज्ञिरे तस्माद्यजुस्तस्मादजायत ॥९॥

čhandánsi džadžňiré tasmát jadžustasmádadžájata ॥9॥

metriky a jadžuh (Jadžurvéda).
तस्मादश्वा अजायन्त ये के चोभयादतः ।

tasmádašvá adžájanta jé ké čobhajádatah ।

V jedinečné oběti tohoto koně je zárodek přežvýkavců,

गावो ह जज्ञिरे तस्मात्तस्माज्जाता अजावयः ॥१०॥

gávó ha džadžňiré tasmáttasmádždžátá adžávajah ॥10॥

krav, koz a ovcí.
यत्पुरुषं व्यदधुः कतिधा व्यकल्पयन् ।

jatpurušam vjadadhuh katidhá vjakalpajan ।

Na jaké části se tento Puruša rozdělil;

मुखं किमस्य कौ बाहू का ऊरू पादा उच्येते ॥११॥

mukham kimasja kau báhú ká úrú pádá učjété ॥11॥

lze pojmenovat jeho ústa, ruce, stehna a nohy?
ब्राह्मणोऽस्य मुखमासीद्बाहू राजन्यः कृतः ।

bráhmanósja mukhamásíd báhú rádžanjah krtah ।

Z jeho úst vznikli bráhmani, z jeho rukou rádžové,

ऊरू तदस्य यद्वैश्यः पद्भ्यां शूद्रो अजायत ॥१२॥

úrú tadasja jadvaišjah padbhjám šúdró adžájata ॥12॥

z jeho stehen vaišjové a z jeho nohou šúdrové.
चन्द्रमा मनसो जातश्चक्षोः सूर्यो अजायत ।

čandramá manasó džátaš čakšóh súrjó adžájata ।

Z jeho mysli se zrodil Čandra (měsíc), z jeho očí Súrja (slunce),

मुखादिन्द्रश्चाग्निश्च प्राणाद्वायुरजायत ॥१३॥

mukhádindraščágnišča pránádvájuradžájata ॥13॥

z jeho úst Indra (vládce blesku) a Agni (oheň) a z jeho dechu Váju (vzduch).
नाभ्या आसीदन्तरिक्षं शीर्ष्णो द्यौः समवर्तत ।

nábhjá ásídantarikšam šíršnó djauh samavartata ।

Z jeho pupku vznikl prostor, z jeho hlavy bylo stvořeno nebe,

पद्भ्यां भूमिर्दिशः श्रोत्रात्तथा लोकाँ अकल्पयन् ॥१४॥

padbhjám bhúmirdišah šrótráttathá lókán akalpajan ॥14॥

z jeho nohou země, z jeho uší světové strany. Toto je smysl a příčina světů.
सप्तास्यासन्परिधयस्त्रिः सप्त समिधः कृताः ।

saptásjásanparidhajas trih sapta samidhah krtáh ।

Tři krát sedm obětí, tedy dvacet jedna ohňů bylo zapáleno

देवा यद्यज्ञं तन्वाना अबध्नन्पुरुषं पशुम् ॥१५॥

dévá jadjadžňam tanváná abadhnanpurušam pašum ॥15॥

v rituálu, ve kterém byl dévy obětován Puruša jako pašu (obětní zvíře).
यज्ञेन यज्ञमयजन्त देवास्तानि धर्माणि प्रथमान्यासन् ।

jadžňéna jadžňamajadžanta dévástáni dharmáni prathamánjásan ।

V obětním rituálu, ve kterém obětovali dévové oběť oběti, se stal první dharmou,

ते ह नाकं महिमानः सचन्त यत्र पूर्वे साध्याः सन्ति देवाः ॥१६॥

té ha nákam mahimánah sačanta jatra púrvé sádhjáh santi déváh ॥16॥

jejíž velkolepostí dosáhnou další velcí sádhjové nebe, kde žijí dévové.